# Rzeki Ameryki Południowej

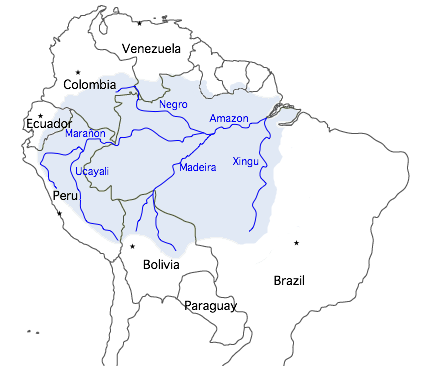
Dorzecze Amazonki – największy system rzeczny na kuli ziemskiej

Większość rzek Ameryki Południowej należy do zlewiska Oceanu Atlantyckiego (ok. 15,6 mln km², czyli blisko 88% powierzchni kontynentu). Rzeki należące do zlewiska Oceanu Spokojnego są krótkie i zajmują 1,3 mln km², czyli około 7% powierzchni. Główny dział wodny przebiega Kordylierą Zachodnią łańcucha andyjskiego. Pozostałą część kontynentu stanowią obszary bezodpływowe w kotlinie Andów Centralnych – zlewiska jezior Titicaca, Poopó czy Mar Chiquita.
Na kontynencie południowoamerykańskim znajduje się największy system rzeczny świata – Amazonka wraz ze swoimi dopływami zajmuje powierzchnię 7,2 mln km². Niektóre źródła podają, że jej długość wynosi 7025 km, co daje jej również pierwsze miejsce pod względem długości, przed Nilem. Długość Amazonki jest jednak nadal przedmiotem sporów. Inne duże rzeki Ameryki Południowej to: Parana, São Francisco i Orinoko.
Ze względu na reżim oraz położenie można wydzielić 5 rodzajów rzek:
- rzeki nizin równikowych – wysokie opady oraz wielkie obszary równinne sprzyjały wykształceniu się wielkich rzek. W strefie tej dominują trzy duże rzeki: Amazonka, Parana i Orinoko. Każda z tych rzek głównych posiada od kilku do kilkunastu dopływów, których długość przekracza 1000 km
- rzeki karaibskie – zwykle krótkie rzeki o zasilaniu deszczowym, spływ głównie latem, najdłuższa rzeka tej strefy to Magdalena
- rzeki Wyżyny Brazylijskiej – spływ następuje głównie latem i jesienią, największą rzeką tej strefy jest São Francisco
- rzeki Pampy – głównie małe rzeki, w porze suchej często wysychają, część z nich nie dociera do Oceanu Atlantyckiego, ginąc w zapadliskach (tworzą się tam tzw. solniska) lub uchodząc do słonych jezior
- rzeki Patagonii – rzeki o zasilaniu śniegowym i lodowcowym, zwykle płyną w głębokich wąwozach i nie przyjmują po drodze wielu dopływów. Największe rzeki tej strefy to Río Negro i Chubut

## Rzeki Ameryki Południowej według dorzeczy
Uwagi: dane o długości rzek i powierzchni dorzecza pochodzą z Encyklopedii PWN – inne źródła, w tym artykuły Wikipedii oparte na takich źródłach, mogą podawać różne wartości; rzeki ułożone są w kolejności według ich długości oraz dorzeczami; „bd.” oznacza brak danych
| rzeka         | długość w km | pow. dorzecza w tys. km² | zlewisko lub dorzecze | państwa                                |
| ------------- | ------------ | ------------------------ | --------------------- | -------------------------------------- |
| Amazonka      | 7025         | 7200                     | Ocean Atlantycki      | Peru, Kolumbia, Brazylia               |
| Juruá         | 3280         | 224                      | Amazonka              | Brazylia                               |
| Madeira       | 3230         | 1200                     | Amazonka              | Boliwia, Brazylia                      |
| Mamoré        | 2300         | 600                      | Madeira               | Boliwia, Brazylia                      |
| Guaporé       | 1749         | 360                      | Mamoré                | Brazylia                               |
| Beni          | 1500         | 850                      | Madeira               | Boliwia                                |
| Madre de Dios | 1450         | 110                      | Beni                  | Peru, Boliwia                          |
| Aripuanã      | 870          | bd.                      | Madeira               | Brazylia                               |
| Purús         | 3200         | 365                      | Amazonka              | Peru, Brazylia                         |
| Tocantins     | 2850         | 840                      | Amazonka              | Brazylia                               |
| Araguaia      | 2640         | 370                      | Magdalena             | Brazylia                               |
| Rio Negro     | 2300         | 691                      | Amazonka              | Wenezuela, Kolumbia, Brazylia          |
| Rio Branco    | 563          | bd.                      | Marañon               | Peru                                   |
| Tapajós       | 2200         | 487                      | Amazonka              | Brazylia                               |
| Xingu         | 2100         | 513                      | Amazonka              | Brazylia                               |
| Marañón       | 2000         | 350                      | Amazonka              | Peru                                   |
| Huallaga      | 1200         | 100                      | Marañon               | Peru                                   |
| Pastaza       | 644          | bd.                      | Marañon               | Ekwador, Peru                          |
| Ukajali       | 1950         | 375                      | Amazonka              | Peru                                   |
| Apurímac      | 1200         | bd.                      | Ukajali               | Peru                                   |
| Urubamba      | 725          | bd.                      | Ukajali               | Peru                                   |
| Japurá        | 1928         | 500                      | Amazonka              | Kolumbia, Brazylia                     |
| Putumayo      | 1580         | 123                      | Amazonka              | Kolumbia, Ekwador, Peru, Brazylia      |
| Napo          | 900          | 106                      | Amazonka              | Ekwador, Peru                          |
| Paru          | 595          | bd.                      | Amazonka              | Brazylia                               |
| Jari          | 563          | bd.                      | Amazonka              | Brazylia                               |
| Parana        | 4380         | 3100                     | Ocean Atlantycki      | Brazylia, Paragwaj, Argentyna, Urugwaj |
| Paragwaj      | 2500         | 1150                     | Parana                | Brazylia, Boliwia, Paragwaj, Argentyna |
| Pilcomayo     | 1200         | 160                      | Paragwaj              | Boliwia, Paragwaj, Argentyna           |
| Bermejo       | 1060         | 94                       | Paragwaj              | Argentyna                              |
| Cuiabá        | 800          | bd.                      | Paragwaj              | Brazylia                               |
| Iguaçu        | 1320         | 60                       | Parana                | Brazylia, Argentyna                    |
| Salado        | 1300         | 160                      | Parana                | Argentyna                              |
| Rio Grande    | 1230         | 170                      | Parana                | Brazylia                               |
| Tietê         | 1130         | 72                       | Parana                | Brazylia                               |
| Paranaíba     | 900          | bd.                      | Parana                | Brazylia                               |
| Paranapanema  | 805          | 100                      | Parana                | Brazylia                               |
| São Francisco | 2880         | 619                      | Ocean Atlantycki      | Brazylia                               |
| Orinoko       | 2730         | 994                      | Ocean Atlantycki      | Wenezuela, Kolumbia                    |
| Apure         | 1580         | 147                      | Orinoko               | Wenezuela                              |
| Guaviare      | 1300         | 140                      | Orinoko               | Kolumbia                               |
| Inirída       | 700          | bd.                      | Guaviare              | Kolumbia                               |
| Meta          | 1100         | 104                      | Orinoko               | Kolumbia                               |
| Arauca        | 900          | 18                       | Orinoko               | Wenezuela, Kolumbia                    |
| Caura         | 745          | 52                       | Orinoko               | Wenezuela                              |
| Caroní        | 692          | bd.                      | Orinoko               | Wenezuela                              |
| Urugwaj       | 1593         | 307                      | Ocean Atlantycki      | Brazylia, Argentyna, Urugwaj           |
| Río Negro     | 800          | 71                       | Urugwaj               | Brazylia, Urugwaj                      |
| Magdalena     | 1540         | 250                      | Morze Karaibskie      | Kolumbia                               |
| Cauca         | 1000         | 80                       | Magdalena             | Kolumbia                               |
| Parnaíba      | 1450         | 350                      | Ocean Atlantycki      | Brazylia                               |
| Río Negro     | 1200         | 146                      | Ocean Atlantycki      | Argentyna                              |
| Colorado      | 1142         | 350                      | Ocean Atlantycki      | Argentyna                              |
| Salado        | 1200         | bd.                      | Colorado              | Argentyna                              |
| Essequibo     | 1000         | 155                      | Ocean Atlantycki      | Gujana                                 |
| Chubut        | 810          | 138                      | Ocean Atlantycki      | Argentyna                              |
| Jequitinhonha | 800          | 73                       | Ocean Atlantycki      | Brazylia                               |
| Courantyne    | 700          | 60                       | Ocean Atlantycki      | Gujana, Surinam                        |
| Maroni        | 700          | bd.                      | Ocean Atlantycki      | Gujana Francuska, Surinam              |
| Atrato        | 644          | 36                       | Morze Karaibskie      | Kolumbia                               |
| Dulce         | 644          | 27                       | Mar Chiquita          | Argentyna                              |
| Surinam       | 644          | bd.                      | Ocean Atlantycki      | Surinam                                |
| Deseado       | 615          | 15                       | Ocean Atlantycki      | Argentyna                              |